# Oncophanes nigriventris
Oncophanes nigriventris är en stekelart som beskrevs av Muesebeck 1935. Oncophanes nigriventris ingår i släktet Oncophanes och familjen bracksteklar. Inga underarter finns listade i Catalogue of Life.